# Tatjana Wassiljewna Kasankina
Tatjana Wassiljewna Kasankina (russisch Татьяна Васильевна Казанкина, engl. Transkription Tatyana Kazankina; * 17. Dezember 1951 in Petrowsk) ist eine ehemalige russische Leichtathletin. Die Mittelstreckenläuferin gewann bei den Olympischen Spielen 1976 und 1980 dreimal Gold.

## Leben
Die für die Sowjetunion startende Kasankina wurde bei den Europameisterschaften 1974 in Rom Vierte über 1500 Meter. Bei den Halleneuropameisterschaften 1975 gewann sie die Silbermedaille. Im Olympiajahr 1976 wurde sie im Februar Vizeweltmeisterin bei den Crosslauf-Weltmeisterschaften. Vier Wochen vor den Olympischen Spielen lief sie über 1500 Meter einen neuen Weltrekord und blieb dabei als erste Frau unter vier Minuten. In Montreal startete sie zuerst im 800-Meter-Lauf und gewann in neuer Weltrekordzeit vor der Bulgarin Nikolina Schterewa und der DDR-Läuferin Elfi Zinn die Goldmedaille. Vier Tage später gewann sie auch auf der 1500-Meter-Strecke vor den beiden DDR-Läuferinnen Gunhild Hoffmeister und Ulrike Klapezynski olympisches Gold.
Im Jahr darauf gewann Kasankina beim ersten Weltcup in Düsseldorf die 1500-Meter-Strecke. Bei den Crosslauf-Weltmeisterschaften 1978 lief sie jedoch nur auf den 19. Platz. 1979 wurde Kasankina Mutter und legte eine Wettkampfpause ein. Im Juli 1980 verbesserte sie ihren eigenen Weltrekord über 1500 Meter. Vier Wochen später bei den Olympischen Spielen in Moskau gewann sie auf dieser Strecke erneut die Goldmedaille vor der DDR-Deutschen Christiane Wartenberg und ihrer Landsmännin Nadija Olisarenko. Knapp vierzehn Tage danach verbesserte sie nochmals den Weltrekord und war als erste Frau schneller als Paavo Nurmi.
Danach wechselte sie auf die 3000-Meter-Strecke. Bei den Weltmeisterschaften in Helsinki gewann sie die Bronzemedaille. Im Juli 1984 stellte sie einen Weltrekord auf, bei den Olympischen Spielen, die in diesem Jahr in Los Angeles stattfanden, konnte sie wegen des Boykotts der Sowjetunion jedoch nicht starten. Ihre Karriere kam im September 1984 zu einem abrupten Ende. Bei einem Meeting in Paris siegte sie das erste Mal auf der 5000-Meter-Strecke, sie verweigerte jedoch den Dopingtest und wurde für 18 Monate gesperrt. Nach ihrer Dopingsperre trat Kasankina international nur noch einmal in Erscheinung. Bei der ersten Weltmeisterschaft im 15-km-Straßenlauf wurde sie 1986 Fünfte und gewann mit der sowjetischen Mannschaft Gold.
Kasankina erzielte insgesamt sieben Weltrekorde. Ihre am 13. August 1980 beim Meeting Weltklasse Zürich erzielte Zeit von 3:52,47 min über 1500 Meter hielt über 13 Jahre lang und war bis zum 5. Oktober 2019 Europarekord. Sie gehörte Burevestnik Leningrad an und war zu Wettkampfzeiten 162 cm groß und 47 kg schwer.
Sie heiratete Alexander Kowalenko und hat zwei Kinder. Nach ihrer Sportlaufbahn wurde Kasankina Sportlehrerin und Leiterin eines Sportinstituts der Stadt St. Petersburg.

## Persönliche Bestzeiten
- 800 m: 1:54,24 min, 26. Juli 1976, Montreal
- 1500 m: 3:52,47 min, 13. August 1980, Zürich
- 3000 m: 8:22,62 min, 26. August 1984, Leningrad

## Auszeichnungen
- 1980: Weltsportlerin des Jahres (La Gazzetta dello Sport)